# Mesosa rosa
Mesosa rosa är en skalbaggsart som beskrevs av Karsch 1882. Mesosa rosa ingår i släktet Mesosa och familjen långhorningar.
Artens utbredningsområde är Sri Lanka. Utöver nominatformen finns också underarten M. r. coorgensis.